# Hespererato nanhaiensis
Hespererato nanhaiensis is een slakkensoort uit de familie van de Eratoidae. De wetenschappelijke naam van de soort is voor het eerst geldig gepubliceerd in 1994 door Ma.